# اقتصاد إيطاليا
اقتصاد إيطاليا هو ثالث أكبر اقتصاد وطني في منطقة اليورو، وثامن أضخم اقتصاد على مستوى العالم من ناحية الناتج المحلي الإجمالي، ويحتل المرتبة 12 كأكبر اقتصاد على مستوى العالم من حيث الناتج المحلي الإجمالي المعادل للقوة الشرائية. تمتلك إيطاليا اقتصادًا متقدمًا كبيرًا، وهي عضو مؤسس في الاتحاد الأوروبي، ومنطقة اليورو، ومنظمة التعاون والتنمية في الميدان الاقتصادي، ومجموعة الـ7، ومجموعة الـ20. وتعد إيطاليا ثامن أكبر مصدر في العالم، إذ صُدّر ما قيمته 514 مليار دولار في عام 2016. وأقرب علاقات تجارية لها هي مع بلدان الاتحاد الأوروبي الأخرى، التي تدير معها نحو 59% من إجمالي تجارتها. وأكبر الشركاء التجاريين، من حيث حصة السوق، هم ألمانيا (12.6%)، وفرنسا (11.1%)، والولايات المتحدة (6.8%)، وسويسرا (5.7%)، والمملكة المتحدة (4.7%)، وإسبانيا (4.4%).
وفي فترة ما بعد الحرب العالمية الثانية، تحولت إيطاليا من اقتصادها الذي كان قائمًا على الزراعة والذي تضرر بشدة بسبب الحروب العالمية، إلى واحدة من أكثر دول العالم تقدمًا، ومن البلدان الرائدة في التجارة العالمية والصادرات. وفقا لمؤشر التنمية البشرية، فإن البلد يتمتع بمستوى معيشة مرتفع جدا يحتل المرتبة الثامنة على مستوى العالم وفقًا لصحيفة الإيكونوميست، تمتلك إيطاليا أيضًا ثالث أكبر احتياطي للذهب في العالم، وهي ثالث بلد مساهم صاف في ميزانية الاتحاد الأوروبي.
تعد إيطاليا بلدًا صناعيا كبيرًا (هي الثانية في الاتحاد الأوروبي بعد ألمانيا)، وهي مصدّر لمجموعة كبيرة من المنتجات تشمل الآلات والمركبات والمستحضرات الصيدلانية والأثاث والغذاء والملابس والروبوتات. إن البلد أيضًا معروف بقطاعه الاقتصادي المؤثر والمبدع في مجال الأعمال، وهو قطاع زراعي وصناعي وتنافسي (إيطاليا أكبر منتج للنبيذ في العالم)، ويتميز بالتصاميم الخلاقة وعالية الجودة في صناعة السيارات، والصناعات البحرية، والصناعية، والأجهزة، والأزياء. إيطاليا هي أكبر مركز للسلع الفخمة في أوروبا، وتحتل المركز الثالث في تصنيع السلع الفخمة على مستوى العالم.
وعلى الرغم من هذه الإنجازات الهامة، يعاني اقتصاد البلد اليوم من عدة مشاكل. إذ إن معدلات النمو السنوية في البلد في كثير من الأحيان كانت أقل من المتوسط في الاتحاد الأوروبي، فقد تعرضت إيطاليا لضربة شديدة بشكل خاص بسبب الركود في أواخر العقد الأول من القرن الحادي والعشرين. أسفر الإنفاق الحكومي الهائل منذ ثمانينيات القرن العشرين عن ارتفاع حاد في الدين العام. فضلًا عن ذلك إن مستويات المعيشة الإيطالية تشهد فجوة كبيرة بين الشمال والجنوب: ويتجاوز متوسط نصيب الفرد من الناتج المحلي الإجمالي في شمال ووسط إيطاليا المتوسط في الاتحاد الأوروبي بشكل كبير، في حين أن بعض المناطق والأقاليم في جنوب إيطاليا هي أقل من المتوسط بشكل كبير. في السنوات الأخيرة، تمكن نمو نصيب الفرد في الناتج المحلي الإجمالي الإيطالي من اللحاق ببطء بمتوسط منطقة اليورو، في حين لا يزال معدل العمالة لديها متخلفا؛ لكن خبراء الاقتصاد يختلفون حول الأرقام الرسمية بسبب العدد الكبير من الوظائف غير الرسمية (التي تقدر بنسبة تتراوح بين 10% و20% من القوى العاملة) التي ترفع معدل البطالة.

## نبذة تاريخية
ينقسم التاريخ الاقتصادي لإيطاليا إلى ثلاث مراحل رئيسية: فترة نضالية أولية بعد توحيد البلد، تتسم بارتفاع معدلات الهجرة والركود، وفترة مهمة من حيث اللحاق القوي بالركب من تسعينيات القرن التاسع عشر إلى ثمانينيات القرن العشرين، والتي توقفت بسبب أزمة الكساد الأعظم في ثلاثينيات القرن العشرين والحربين العالميتين؛ والفترة الأخيرة التي تميزت بالنمو البطيء والتي تفاقمت بسبب الركود المزدوج في أعقاب الانهيار المالي العالمي في عام 2008، ثم عادت البلاد إلى الظهور ببطء في السنوات الأخيرة.

### عصر التصنيع
قبل الوحدة، كان اقتصاد العديد من المدن الإيطالية يعتمد على الزراعة بشكل كبير؛ ومع ذلك فقد أنتج الفائض الزراعي ما يسميه المؤرخون تحول «ما قبل الصناعة» في شمال غرب إيطاليا بدءًا من عشرينيات القرن التاسع عشر، والذي أدى إلى التركيز المنتشر لأنشطة التصنيع، لا سيما في بييمونتي-ساردينيا في ظل الحكم الليبرالي لكاميلو بنسو.

بعد ميلاد المملكة الإيطالية الموحدة في عام 1861، كان هناك وعي لدى الطبقة الحاكمة حول تخلف الدولة الجديدة، وذلك لأن نصيب الفرد في الناتج المحلي الإجمالي الذي عبر عنه وفقًا لشروط (بّي بّي إس PPS) كان حوالي نصف نظيره في بريطانيا، وأقل بنحو 25% من نظيره في فرنسا وألمانيا. أثناء ستينيات وسبعينيات القرن التاسع عشر، كان النشاط الصناعي متخلفًا وصغيرًا، في حين كان القطاع الزراعي هو العمود الفقري للاقتصاد الوطني. كان البلد يفتقر للفحم والحديد، وكان السكان أميين إلى درجة كبيرة. في ثمانينات القرن التاسع عشر، أدت أزمة زراعية حادة إلى إدخال تقنيات زراعية أكثر حداثة في وادي بو، بينما استحدث في الفترة من عام 1878 إلى عام 1887 سياسات حماية بهدف إنشاء قاعدة صناعية ثقيلة.

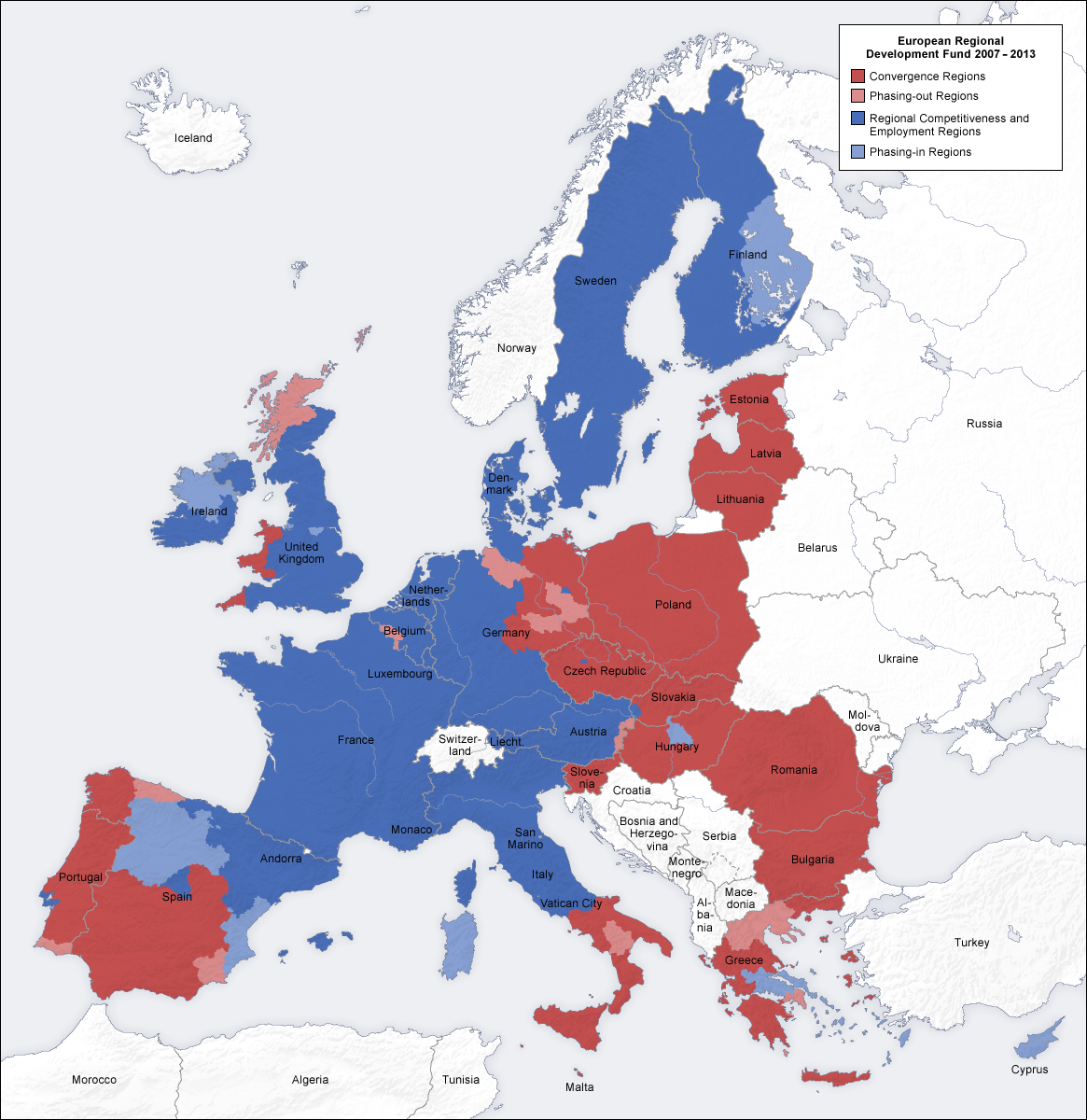
الصندوق الأوروبي للتنمية الإقليمية 2007-2013: جنوب إيطاليا وتصنف كلها تقريبا في إطار الهدف التقارب (الناتج المحلي الإجمالي للفرد الواحد أقل من 75٪ من المتوسط في الاتحاد الأوروبي).